# Christoph Seeßelberg
Christoph Seeßelberg (* 1959) ist ein deutscher Professor für Baustatik und Stahlbau und war dem 1. Oktober 2012 bis zum 31. August 2015 Präsident der seitdem umbenannten TH Köln.

## Leben, Ausbildung und Karriere
Seeßelberg wurde am Niederrhein in Mönchengladbach geboren und ist auch dort aufgewachsen. Sein Studium des Konstruktiven Ingenieurbaus führte er direkt nach dem Abitur von 1978 bis 1981 an der Hochschule der Bundeswehr München durch. Anschließend promovierte er im Fach Stahlbau an der Rheinisch-Westfälischen Technischen Hochschule, Aachen und übernahm dann Aufgaben bei der Bundeswehr sowie bei der Flugzeugwerft Dornier. 1995 folgte Seeßelberg einem Ruf auf eine Professur für Baustatik und Stahlbau an der Hochschule für angewandte Wissenschaften München. Von 2007 bis 2009 war er dort Dekan der Fakultät für Bauingenieurwesen. 2009 wurde er Vizepräsident der Hochschule München. 2012 wurde er zum Präsidenten der Fachhochschule Köln gewählt. Im August 2013 wurde Seeßelberg erstmals in den neuen Vorstand (ab 1. September 2013) der Landesrektorenkonferenz der Fachhochschulen in NRW e. V. berufen. Zum 31. August 2015 trat er aus persönlichen Gründen als Präsident der FH zurück.
Seeßelberg ist verheiratet und hat vier Kinder, von denen bereits drei studieren.

## Arbeitsgebiete
Seeßelberg ist bekannt für seine Veröffentlichungen zu Kranbahnen. Des Weiteren arbeitet und lehrt er zur Baustatik von Tragwerken und in der Leichtbautechnik.